# Граучо Маркс
Джуліус Генрі «Граучо» Маркс (англ. Julius Henry «Groucho» Marx, 2 жовтня 1890 — 19 серпня 1977) — американський актор, комік, учасник комік-трупи, відомої як Брати Маркси.

## Життєпис
Граучо Маркс народився в Нью-Йорку. У дитинстві разом з братами став брати участь в водевілях, де він розробив сценічний образ, з яким не розлучався довгі роки — чорні намальовані брови й вуса, окуляри й сигара. Він завжди зображував дошкульного ділка й авантюриста, який постійно приносить проблеми добропорядному товариству.
Першого успіху Граучо з братами досягли на Бродвеї в мюзиклі «Скажу, що це вона» в 1924 році. У кіно він також дебютував в компанії братів ще 1921 року, але увагу публіки вони привернули до себе лише 1929 року після виходу на екрани картини «Кокосові горішки». Далі пішли успішні ролі в комедіях «Кінські пір'я» (1932), «Качиний суп» (1933), «Ніч в опері» (1935) і «День на гонах» (1937), які й принесли їм величезну популярність. У 1940-х роках їхній акторський квінтет поступово розпався і кожен зайнявся індивідуальною кар'єрою.
У 1950-ті роки Граучо був ведучим популярного телевізійного шоу «Ставка — ваше життя», зіграв кілька епізодичних ролей на великому екрані, а також написав три автобіографії.
Граучо Маркс помер від пневмонії в одній з клінік Лос-Анджелеса 1977 року.